# Vlatko Marković
Pour les articles homonymes, voir Marković.
 (août 2012).
Si vous disposez d'ouvrages ou d'articles de référence ou si vous connaissez des sites web de qualité traitant du thème abordé ici, merci de compléter l'article en donnant les références utiles à sa vérifiabilité et en les liant à la section « Notes et références ».
Vladimir "Vlatko" Marković (né le 1er janvier 1937 à Bugojno et mort le 23 septembre 2013 à Zagreb) est un footballeur puis entraîneur yougoslave puis croate qui évoluait au poste de défenseur.
Il devient ensuite entraîneur puis président de la Fédération croate de football (élu en 1999 et réélu en 2002 et en 2007).

## Biographie
De 1958 à 1959 il joue trois rencontres pour l'équipe de football nationale yougoslave des -21 ans, et à partir du 17 mai 1961 jusqu'au 30 septembre 1962, il joue en défense pour l'équipe de football nationale de la Yougoslavie (16 matchs - 1 but). Il participe à la Coupe du monde au Chili en 1962, jouant toutes les rencontres, où la Yougoslavie termine à la 4e place.

## Carrière de joueur
- NK Iskra Bugojno
- NK Celik Zenica
- Dinamo Zagreb (vainqueur de 3 coupes de Yougoslavie)
- Wiener Sport-Club
- KAA La Gantoise

## Carrière d'entraîneur
- NK Zagreb
- 1973-1974 :  Standard de Liège (7 mois)
- 1974-1976 :  OGC Nice
- Hajduk Split
- Dinamo Zagreb (vainqueur de la coupe de Yougoslavie en 1980)

## Palmarès de joueur
- Finaliste de la Coupe des villes de foire en 1963.
- Quatrième de la Coupe du monde de football en 1962.

## Palmarès d'entraîneur
- Vainqueur de la Coupe de Yougoslavie en 1980.